# ウルグアイのサッカー選手一覧
ウルグアイのサッカー選手一覧（ウルグアイのサッカーせんしゅいちらん）は、ウルグアイ出身のサッカー選手の一覧である。Category:ウルグアイのサッカー選手も参照。
この項目はCategoryではないので、記事の無い選手については赤リンクや仮リンク、簡単な説明の併記なども可能。

## 1950年代
| GK - ロドルフォ・ロドリゲス - フェルナンド・アルベス | DF - ワルテル・オリベラ - ダリオ・ペレイラ - ウーゴ・デ・レオン - ネストル・モンテロンゴ - ワシントン・ゴンサレス - エドゥアルド・アセベド - ダニエル・マルティネス | MF - ルベン・パス - ネルソン・アグレスタ - ビクトル・ディオゴ - ミゲル・ボッシオ | FW - フェルナンド・モレーナ - バウデマール・ビクトリーノ - アントニオ・アルサメンディ - ベナンシオ・ラモス - ウィルマール・カブレラ |

## 1960年代
| GK - ロベルト・シボルディ | DF - ダニエル・サンチェス - ネルソン・グティエレス - ホセ・オスカル・エレーラ - エベル・モアス | MF - ホルヘ・バリオス - エンツォ・フランチェスコリ - サンティアゴ・オストラーサ - アフォンソ・ドミンゲス - パブロ・ベンゴエチェア - ホセ・ペルドモ - グスタボ・ポジェ - ルベン・ペレイラ - アルバロ・グティエレス - ガブリエル・セドレス | FW - ホルヘ・ダ・シルバ - ホセ・ルイス・サラザール - カルロス・アギレラ - ルベン・ソサ - ダニエル・フォンセカ - セルヒオ・マルティネス |

## 1970年代
| GK - グスタボ・ムヌア - ファビアン・カリーニ | DF - パオロ・モンテーロ - ダリオ・ロドリゲス - ディエゴ・ロペス - アンドレス・スコッティ - アレハンドロ・レンボ - ゴンサロ・ソロンド - ディエゴ・ルガーノ | MF - マルセロ・サラレギ - グスタボ・メンデス - ジャンニ・ギグー - ゴンサロ・デ・ロス・サントス - パブロ・ガルシア - マリオ・レゲイロ - グスタボ・バレラ - ディエゴ・ペレス | FW - マルセロ・オテロ - ダリオ・シルバ - リカルド・モラレス - アルバロ・レコバ - フェデリコ・マガジャネス - セバスティアン・アブレウ - マルセロ・サラジェタ - ニコラス・オリベラ - ディエゴ・フォルラン - ビセンテ・サンチェス |

## 1980年代
| GK - フェルナンド・ムスレラ | DF - マルティン・カセレス - ディエゴ・ゴディン - ホルヘ・フシーレ | MF - セバスティアン・エグレン - エヒディオ・アレバロ - イグナシオ・ゴンサレス - クリスティアン・ロドリゲス - ニコラス・ロデイロ - ワルテル・ガルガーノ - アルバロ・ゴンサレス - マクシ・ペレイラ | FW - カルロス・ディオゴ - ファビアン・エストヤノフ - ルイス・スアレス - エディンソン・カバーニ |